# 박영서
박영서(1981년 10월 19일~)는 대한민국의 배우이다.

## 출신 학교
- 전주예술고등학교
- 서울예술대학 연극과 졸업

## 출연 작품

### 영화
- 2014년 《나의 독재자》 - 중국집 배달원 역 (특별출연)
- 2013년 《코알라》 - 우동빈 역
- 2013년 《고령화가족》 - 기수 역
- 2012년 《강철대오: 구국의 철가방》 - 장수경 역
- 2012년 《코리아》 - 추일성 역
- 2011년 《고지전》 - 황선칠 역
- 2011년 《헤드》 - 용이 역
- 2011년 《써니》 - 종기 역
- 2011년 《죽이러 갑니다》 - 배달부 역
- 2010년 《해결사》 - 구본치 역
- 2010년 《이웃집 좀비》 - 마스크 역
- 2009년 《나는 행복합니다》 - 승복 역
- 2009년 《로니를 찾아서》 - 진수 역
- 2009년 《김씨 표류기》 - 철가방 역
- 2008년 《과속스캔들》 - AD 역
- 2008년 《소년은 울지 않는다》 - 덕배 역
- 2008년 《강철중: 공공의 적 1-1》 - 꼬마 역
- 2008년 《가루지기》 - 영달 역
- 2008년 《대한이, 민국씨》 - 건달 역
- 2007년 《박치기!》 - 대준 역
- 2007년 《복면달호》 - 해철 역
- 2007년 《언니가 간다》 - 진행요원 역
- 2006년 《천하장사 마돈나》 - 종만 역
- 2006년 《짝패》 - 10대 동환 역
- 2006년 《호로비츠를 위하여》 - 피자집 종업원 역

### 드라마
- 2012년 TV조선 《프로포즈 대작전》 - 주태남 역
- 2009년 MBC 《선덕여왕》 - 대풍 역
- 2007년 KBS 《마왕》 - 진짜 오승하 역
- 2006년 Mnet 《추락천사 제니》 - 영서 역
- 2006년 SBS 《천국보다 낯선》 - 강산호 똘마니 역
- 2005년 SBS 《들꽃》
- 2005년 SBS 《건빵 선생과 별사탕》
- 2004년 SBS 《토지》 - 개똥이 역
- 2004년 SBS 《남자가 사랑할 때》

### 더빙
이 항목에 대해서는 확인이 필요합니다.
- 《메이즈 러너》 - 주인공
- 《이미테이션 게임》 - 셜록